# Reinhard Hauschild (Politiker)
Reinhard Hauschild (* 19. August 1949 in Monheim am Rhein) ist ein deutscher Politiker (CDU) und ehemaliger Bürgermeister der Stadt Dormagen.

## Leben

### Ausbildung und politische Laufbahn
Hauschild besuchte das Schloß-Gymnasium Benrath und engagierte sich früh in der katholischen Jugend. Nach erfolgreichem Studium der Rechtswissenschaft in Köln wurde Hauschild 1975 Richter am Verwaltungsgericht Düsseldorf und zwischenzeitlich Assistent des Oberkreisdirektors in Viersen.
1985 wechselte er zum Nordrhein-Westfälischen Städte- und Gemeindetag, wo er Beigeordneter für die Bereiche Schule, Kultur, Sport, Soziales und Gesundheit wurde. 1991 wechselte er in das Bundesministerium für Arbeit und Soziales unter der Leitung von Norbert Blüm (CDU), wo er unter anderem für die Einführung der Pflegeversicherung verantwortlich war.
1999 kandidierte Hauschild für das Amt des Bürgermeisters der Stadt Dormagen. Er gewann die Wahl gegen den bisherigen Amtsinhaber Heinz Hilgers (SPD) und wurde der zweite hauptamtliche Bürgermeister der Stadt. Bei der nächsten Kommunalwahl im Jahr 2004 unterlag er Hilgers, blieb jedoch als Ratsmitglied der CDU bis 2014 politisch aktiv.
Von 2015 bis 2017 hatte Hauschild das Amt des Deichgräfs in Dormagen inne.

### Familie
Hauschild ist verheiratet, hat einen Sohn und eine Tochter. Er lebt in Dormagen.

## Ehrungen
Am 12. September 2019 wurde Reinhard Hauschild mit der Goldenen Ehrennadel der Stadt Dormagen ausgezeichnet.